# Марија Воронцова
Марија Воронцова (рус. Мария Воронцова, рођена Марија Владимировна Путина, Санкт Петербург, 28. април 1985), позната и као Марија Фасен је руски педијатар-ендокринолог. Она је најстарије дете председника Русије Владимира Путина.

## Биографија
Воронцова је рођена у Лењинграду, Руска Федерација (Санкт Петербург, Русија).  Најстарија је ћерка Владимира Путина и Људмиле Путина (рођена Шкребњева) Похађала је немачку школу у Дрездену, Источна Немачка, док је њена породица тамо живела 1980-их. Након што се њена породица вратила у Лењинград у пролеће 1991. године, студирала је у Петершулу (рус. Петершуле), немачкој гимназији у Санкт Петербургу. Касније, током насилних обрачуна банди попут Тамбовске банде у Санкт Петербургу, њу и њена сестра Катерину, отац који се бојао за њихову сигурност послао је у Немачку, где им је бивши запослени био законски старатељ Штази Матијас Варниг, који је радио са њиховим оцем у Дрездену као део ћелије КГБ и основао филијалу Дрезднер банке у Санкт Петербургу.
Свирала је виолину на спонзорском дипломатском доручку Конзула Русије у Хамбургу у 1995. години. Дипломирала је након 11 година студија. Три године касније, почела је да студира на Универзитету, уписујући се са Катерином на прву годину.

## Истраживање
Воронцова је студирала биологију у Санктпетербуршком државном универзитету дипломирала је на Медицинском факултету Московског државног универзитета 2011. године.  С Иваном Ивановићем Дедовим (рус. Иван Иванович Дедов) као саветник била је докторант у ендокринолошком истраживачком центру у Москви, на челу са Дедовом и који води Алфа-Ендо добротворни пројекат за децу са ендокриним болестима. Алфа-Ендо се финансира од стране Алфа банке Петра Авена и Михаила Фридмана Алфа групе.
Воронцова је била коаутор пет студија између 2013. и 2015. године, укључујући "стање антиоксидативног система крви код пацијената са активном акромегалијом". Такође је 2015. године написала књигу о идиопатском успоравању раста код деце.  Воронцовој приписује улогу саветника Путина у области генетског инжењеринга, посебно у употреби CRISPR за стварање генетски модификованих беба. 

## Санкције
Дана 6. априла 2022. због руске инвазије на Украјину Сједињене Државе увеле су санкције против Воронцове због тога што је ћерка Владимира Путина. Министарство финансија Сједињених Држава "Воронцова води програме које финансира држава, а који су од Кремља добили милијарде долара за истраживање генетике под Путиновом личном контролом". Дана 8. априла Уједињено Краљевство и Европска унија такође су увели санкције против Воронцове, 12. априла и Јапан уводи санкције против Марије.

## Лични живот
По неким сазнањима Воронцова се удала за холандског бизнисмена Јорита Фасена у лето 2008. године у Холандији. Имају сина рођеног у августу 2012. године. Током 2013. године живели су у пентхаусу на врху највише стамбене зграде у Ворсхотену. У 2014. години становници Холандије позвали су да се Воронцова протера из земље након што је лет 17 компаније Малазија Ерлајнз оборен од стране проруских побуњеника у Украјини. У 2015. години пријављено је да Воронцова и Фасен живе у Москви. Године 2022. откривено је да се више нису венчали.
Воронцова се потом удала за Еугена Нагорна који ради у Руској нафтној и гасној компанији "Новатек". Имају сина рођеног у априлу 2017. године.

## Извори
1. ↑  Grey, Stephen; Kuzmin, Andrey; Piper, Elizabeth (10. 11. 2015). „Putin's daughter, a young billionaire and the president's friends”. Reuters. Архивирано из оригинала 18. 06. 2019. г. Приступљено 27. 2. 2022.
2. ↑  Damien Sharkov (2. 2. 2016). „What do we know about Putin's family?”. Newsweek. Приступљено 2. 10. 2019.
3. ↑  „Putin could decide for the world on CRISPR babies”. MIT Technology Review. 30. 9. 2019. Приступљено 27. 2. 2022.
4. 1 2 3 4 5 6 7  Grey, Stephen; Kuzmin, Andrey; Piper, Elizabeth (10. 11. 2015). „Putin's daughter, a young billionaire and the president's friends”. Reuters. Архивирано из оригинала 18. 06. 2019. г. Приступљено 27. 2. 2022.
5. ↑  Kramer, Andrew E. (8. 12. 2018). „Woman Said to Be Putin's Daughter Appears on TV, and a Taboo Is Cracked”. The New York Times. Архивирано из оригинала 16. 12. 2018. г. Приступљено 27. 2. 2022.
6. ↑  Pat Ralph; Ellen Cranley (7. 12. 2018). „Putin has 2, maybe 3, daughters he never talks about – here's everything we know about them”. Business Insider. Приступљено 21. 11. 2019.
7. ↑  Болотская, Рита (Bolotskaya, Rita); Земзаре, Инга (Zemzare, Inga) (7. 8. 2002). „Дочки №1: Машу и Катю Путиных воспитывают в строгости, но они все равно часто подкалывают друг друга” [Daughters # 1: Masha and Katya Putin are brought up in severity, but they still often tease each other]. Собеседник.ру (Sobesenik). Архивирано из оригинала 7. 11. 2002. г. Приступљено 26. 1. 2021. Alt URL
8. ↑  Belton 2020, стр. 101–102, 521–522.
9. ↑  Pietsch 2001.
10. ↑  Питч 2002.
11. ↑  Meyer, Fritjof (19. 2. 2001). „Ljudmila staunt” [Lyumila is amazed]. Der Spiegel. Архивирано из оригинала 1. 2. 2011. г. Приступљено 11. 2. 2021.
12. ↑  Pat Ralph; Ellen Cranley (7. 12. 2018). „Putin has 2, maybe 3, daughters he never talks about – here's everything we know about them”. Business Insider. Приступљено 21. 11. 2019.
13. ↑  Болотская, Рита (Bolotskaya, Rita); Земзаре, Инга (Zemzare, Inga) (7. 8. 2002). „Дочки №1: Машу и Катю Путиных воспитывают в строгости, но они все равно часто подкалывают друг друга” [Daughters # 1: Masha and Katya Putin are brought up in severity, but they still often tease each other]. Собеседник.ру (Sobesenik). Архивирано из оригинала 7. 11. 2002. г. Приступљено 26. 1. 2021.
Alt URL
14. ↑  Ролдугин, Олег (Roldugin, Oleg) (12. 1. 2011). „Дочки Путина. Полная версия” [Daughters of Putin. Full version]. Собеседник.ру (Sobesenik). Архивирано из оригинала 11. 11. 2012. г. Приступљено 26. 1. 2021.
15. ↑  Herszenhorn, David M. (5. 5. 2012). „In the Spotlight of Power, Putin Keeps His Private Life Veiled in Shadows”. The New York Times. Приступљено 2. 3. 2020. „Both daughters attended German-language schools and St. Petersburg State University, where Maria studied biology and Yekaterina majored in Asian Studies.”
16. 1 2  Канев, Сергей (Kanev, Sergey) (31. 1. 2016). „ПЕРВАЯ ДОЧЬ СТРАНЫ” [FIRST DAUGHTER OF THE COUNTRY]. The New Times. Архивирано из оригинала 21. 1. 2021. г. Приступљено 26. 1. 2021.
17. ↑  Kravchenko, Stepan (29. 9. 2019). „Future of Genetically Modified Babies May Lie in Putin's Hands”. Bloomberg News. Архивирано из оригинала 29. 09. 2019. г. Приступљено 2. 10. 2019.
18. ↑  „Ukraine War: Putin's daughters targeted by US sanctions”. BBC News. 6. 4. 2022. Архивирано из оригинала 06. 04. 2022. г. Приступљено 6. 4. 2022.
19. ↑  „U.S. Treasury Escalates Sanctions on Russia for Its Atrocities in Ukraine”. United States Department of the Treasury. 6. 4. 2022. Архивирано из оригинала 06. 04. 2022. г. Приступљено 6. 4. 2022.
20. ↑  Jolly, Jasper (8. 4. 2022). „UK joins US in imposing sanctions on Putin's daughters”. The Guardian. Архивирано из оригинала 09. 04. 2022. г. Приступљено 9. 4. 2022.
21. ↑  Petrequin, Samuel; Casert, Raf; Cook, Lorne (8. 4. 2022).  Написано на Brussels. „EU imposes sanctions on Putin's daughters”. New York City: Associated Press. Архивирано из оригинала 09. 04. 2022. г. Приступљено 9. 4. 2022.
22. ↑  Soshnikov, Andrei; Reiter, Svetlana (8. 4. 2022). „The Secretive Life Of The Dutch Man Who Was Believed To Be Vladimir Putin's Son-In-Law: An Investigation”. Radio Free Europe/Radio Liberty. Архивирано из оригинала 09. 04. 2022. г. Приступљено 9. 4. 2022.
23. 1 2 3  Soshnikov, Andrei; Reiter, Svetlana (8. 4. 2022). „The Secretive Life Of The Dutch Man Who Was Believed To Be Vladimir Putin's Son-In-Law: An Investigation”. Radio Free Europe/Radio Liberty. Архивирано из оригинала 09. 04. 2022. г. Приступљено 9. 4. 2022.
24. ↑  „Spokesman Denies Putin Wanted to Visit Daughter in Dutch Village”. The Moscow Times. 9. 4. 2013. Архивирано из оригинала 12. 4. 2013. г. Приступљено 26. 1. 2021.
25. ↑  „Familie van Poetin woont in Voorschoten” [Putin's family lives in Voorschoten]. Leidsch Dagblad (на језику: холандски). Voorschoten. 8. 4. 2013. Архивирано из оригинала 8. 4. 2013. г. Приступљено 11. 12. 2020.
26. ↑  Charter, David (24. 7. 2014). „Dutch call for Putin daughter's expulsion”. The Times. Архивирано из оригинала 06. 09. 2021. г. Приступљено 8. 3. 2022.
27. ↑  „Putin Daughter's Unofficial Husband, Ex-Husband Spared From Sanctions – Investigation”. The Moscow Times. 8. 4. 2022. Архивирано из оригинала 09. 04. 2022. г. Приступљено 9. 4. 2022.
28. ↑  Soshnikov, Andrei; Reiter, Svetlana (8. 4. 2022). „Пленники ближнего круга | Как любитель пива из Нидерландов женился на дочери Путина – а теперь не может вернуться на родину, несмотря на войну”. Current Time TV (на језику: руски). Архивирано из оригинала 08. 04. 2022. г. Приступљено 9. 4. 2022.